# Diaphana tasmanica
Diaphana tasmanica is een slakkensoort uit de familie van de Diaphanidae. De wetenschappelijke naam van de soort is voor het eerst geldig gepubliceerd in 1883 door Beddome.